# Level Plains
Level Plains, est une ville du comté de Dale dans l'État d'Alabama, aux États-Unis,. Elle est située au sud-ouest du comté, entre Daleville, à l'est et Enterprise, à l'ouest. La ville est incorporée en juin 1965.

## Démographie
| 1970  | 1980 | 1990  | 2000  | 2010  |
| ----- | ---- | ----- | ----- | ----- |
| 1 007 | 867  | 1 473 | 1 544 | 2 085 |

## Source de la traduction
- (en) Cet article est partiellement ou en totalité issu de l’article de Wikipédia en anglais intitulé « Level Plains, Alabama » (voir la liste des auteurs).